# Telo mimetico (камуфляж)
Telo mimetico (дослівно з італійської — камуфляжна тканина) — деформаційний військовий камуфляж, що протягом більшої частини XX століття використовувався італійською армією спочатку для тентів-наметів (італ. telo tenda — наметова тканина), а згодом і для військових одностроїв. Вперше був випущений у 1929 році (Telo mimetico M1929) і остаточно вилучений з використання у збройних силах лише на початку 1990-х років. Відомий тим, що є першим прикладом камуфляжної тканини, виготовлення якої відбувалось шляхом масового виробництва, а сам малюнок камуфляжу — таким, що використовувався протягом найдовшого часу у світі.

## Історія

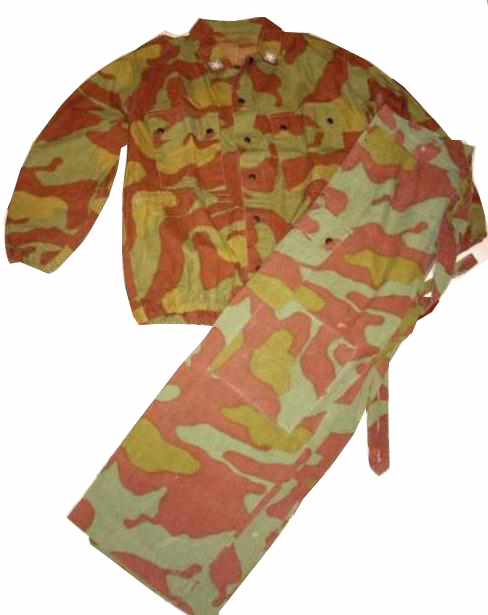
Повоєнна італійська форма у кольорах telo mimetico, 1958

Спочатку ця модель камуфляжної тканини використовувалась для виробництва наметів-тентів і не призначалась уніформи солдат, хоча самі тенти-намети можна було використовувати як плащі-накидки. З 1937 року цю тканину почали використовувати для маскхалатів італійських парашутистів. Незадовго до початку Другої світової війни малюнок був змінений, можливо, для можливості нанесення друку на рулони меншого розміру. Він був зменшений і трохи стиснутий по довжині, але в іншому зберіг форми й кольори початкової версії. З часом малюнок змінився, кольори стали яскравішими, тоді як друк став менш чітким і контрастним.

## Застосування
У 1941 році telo mimetico був узятий на озброєння підрозділами армії Третього Рейху і переданий підрозділам Waffen-SS, що діяли в Італії та Нормандії навесні та влітку 1944 року. Найчастіше на збережених фотографіях можна побачити військовослужбовців 1-ї та 12-ї танкових дивізій СС у стандартній уніформі Waffen-SS з домішкою італійського обмундирування. Після виходу Італії з війни запаси італійських одностроїв були захоплені й використані на інших фронтах. Деякі з них, ймовірно, опинилися в руках чехословацьких та радянських підрозділів. Цілком можливо, що все виробниче обладнання було переміщено німцями до Чехословаччини, чим було закладено основу для післявоєнного виробництва в країні.
Виробництво та використання камуфляжу продовжилося після війни до 1990-х, коли telo mimetico було замінено малюнком, заснованим на американському камуфляжі Woodland.

## У мистецтві
Цей камуфляжний малюнок також має честь вважатися витвором мистецтва сам по собі. 1966 року італійський художник Аліг'єро Боетті розтягнув фрагмент тканини на рамі під назвою «Mimetico» (камуфляж) у рамках виставки руху «Арте повіра» (італ. Arte Povera). Це був виклик абстрактної тахістської традиції забарвлення великих пласких ділянок кольору.